# Tachanon Nakarawong
Tachanon Nakarawong (thailändisch ธัชนนท์ นคราวงศ์; * 18. November 1996 in Songkhla), auch als Copter (thailändisch คอปเตอร์) bekannt, ist ein thailändischer Fußballspieler.

## Karriere
Tachanon Nakarawong erlernte das Fußballspielen in der Jugendmannschaft des damaligen Erstligisten Army United in Bangkok. Hier unterschrieb er 2015 auch seinen ersten Vertrag. Für die Army absolvierte er 18 Ligaspiele. 2017 wechselte er zu Port FC, einem Verein, der ebenfalls in der Hauptstadt Bangkok beheimatet ist und in der Ersten Liga spielte. Zur Rückserie 2017 ging er auf Leihbasis nach Chonburi zum Ligakonkurrenten Chonburi FC, wo er bis Juni 2018 spielte. Im Anschluss erfolgte eine Ausleihe an den Zweitligisten Army United. 2019 unterschrieb er in Trat einen Vertrag beim Erstligaaufsteiger Trat FC. Hier absolvierte er 24 Spiele. Der Meister Chiangrai United aus Chiangrai nahm ihn im Dezember 2019 unter Vertrag. Im Januar 2020 wurde sein Vertrag wieder aufgelöst und er wechselte zum Ligakonkurrenten Nakhon Ratchasima FC nach Korat. Für Korat absolvierte er 22 Erstligaspiele. Im Juni 2021 unterschrieb er in Kanchanaburi einen Vertrag beim Zweitligaaufsteiger Muangkan United FC. Nach 13 Zweitligaspielen für den Klub aus Kanchanaburi wurde sein Vertrag nach der Hinrunde 2021/22 im Dezember aufgelöst. Ende Dezember 2021 wechselte er zur Rückrunde zum Ligakonkurrenten Trat FC. Für den Zweitligisten bestritt er 13 Zweitligaspiele. Ende Juli 2022 wechselte er zum ebenfalls in der zweiten Liga spielenden Phrae United FC. Nach 48 Ligaspielen wurde sein Vertrag in Phrae Ende Dezember 2023 nicht verlängert. Im Januar 2024 nahm ihn der ebenfalls in der zweiten Liga spielende Samut Prakan City FC unter Vertrag. Für den Klub aus Samut Prakan bestritt er elf Ligaspiele. Nach einer Spielzeit wechselte er im Juli 2024 zum Erstligisten Nakhon Pathom United FC. Nach 13 Erstligaspielen wurde sein Vertrag im Dezember 2024 nicht verlängert. Im gleichen Monat unterschrieb er einen Vertrag beim Bangkoker Zweitligisten Kasetsart FC.